# Penelop und der funkenrote Zauber
Penelop und der funkenrote Zauber ist der zweite Roman der deutschen Autorin Valija Zinck. Illustriert wurde er von Annabelle von Sperber mit 42 Vignetten, die jedem Kapitel zu Beginn beigestellt sind. Er ist 2017 im Kinderbuchprogramm Fischer KJB des S. Fischer Verlags erschienen. 2020 folgte mit Penelop und die zauberblaue Nacht eine Fortsetzung.
Das Kinder- und Jugendbuch enthält Elemente der Phantastik, indem die Protagonisten übernatürliche Fähigkeiten entwickeln, unerklärliche Dinge geschehen, die Erzählung ansonsten aber einer realistischen Darstellung von Penelops Leben folgt, wie Schulbesuch, Hausaufgaben und Treffen mit ihren Freunden. Beschrieben wird der Zeitraum von Anfang April bis zum 13. August, Penelops elftem Geburtstag.

## Handlung
Penelop Gowinder wird als seltsames Mädchen mit bleigrauem Haar, einem ihr anhaftenden Geruch nach Feuer und der Fähigkeit Sätze zu hören, bevor ihr Gegenüber sie ausspricht, beschrieben. Immer am 13. August, ihrem Geburtstag, regnet es, ohne dass der Regen sie nass macht. Sie wächst bei ihrer Mutter Lucia, die am Theater als Klarinettistin arbeitet, und Großmutter Erlinda in einem „kleinen, etwas zugigen Holzhaus am Ortsrand, gleich neben den Sumpfwäldern“ auf. Im Haus lebt auch die graue Katze Cucuu ihres früh verstorbenen Vaters.
Anfang April wird Penelops Mutter von einem Traktor angefahren und muss mehrere Wochen im Krankenhaus verbringen. Am Tag ihrer Entlassung wacht Penelop am Samstag mit gelockten roten Haaren, ohne Feuergeruch, aber einem neuen Gefühl von Wachheit und Stärke, auf. Außerdem erhält sie einen Brief mit dem ihr unbekannten Absender L. Gowinder, der nur einen Geldschein enthält. Ihre Großmutter reagiert mit Entsetzen auf ihr rotes Haar. Als sie es ihr abschneiden will, flüchtet Penelop empört bis zum Abend in den Wald. Sie ist schon zu Bett gegangen, als ihre Großmutter zusammen mit ihrer Mutter heimkehrt. Diese versucht der vermeintlich schlafenden Penelop die Haare mit einer grauen, nach Feuer riechenden Farbpaste einzustreichen, wie all die Jahre zuvor schon. Von Penelop zur Rede gestellt, gesteht ihre Mutter, dass ihr Vater nicht gestorben sei. Sie erzählt, wie sie sich in einen jungen rothaarigen Mann namens Leopold Gowinder mit übernatürlichen Fähigkeiten verliebt hatte. Eines Tages kehrte er nicht wie sonst von seinen sporadischen Treffen mit „seinesgleichen“ energiegeladen und fröhlich zurück, sondern besorgt, und färbte sein Haar bleigrau, um „sich unsichtbar für seinesgleichen zu machen“. Er und Lucia zogen fort in das kleine Haus und lebten vorerst unbehelligt. Nach Penelops Geburt verzichtete Leopold nur selten auf die Farbpaste, um neue Zauber ausprobieren zu können. An einem dieser Tage kehrte er von seinem Ausflug nicht zurück. Nach einigen Monaten erhielt Lucia einen Abschiedsbrief, dass er sie verlassen habe, um wieder als Zauberer und mit einer anderen Frau zusammen leben zu können. Seitdem erhält sie am 7. jeden Monats per Post einen Briefumschlag mit Geld für den Unterhalt des Kindes. Aus Angst auch Penelop zu verlieren, begann sie, deren Haar mit der noch vorhandenen Paste zu entfärben.
Am Sonntagmorgen sieht Penelop beim Brötchenholen den dunkelgrünen Traktor erneut. „Meinesgleichen, meinesgleichen“ fährt ihr durch den Kopf, ehe dieser versucht, sie zu überfahren, aber von einer plötzlich entstandenen Unebenheit in der Straße vom Weg abkommt und davonrast. Penelop merkt nach anfänglichem Erschrecken, dass die Straße lebendig geworden ist, ihr das Leben gerettet hat und sogar mit ihr spricht. Mit Anleitung der sprechenden Straße gelingt es Penelop sogar, zu schweben. Am Montagmorgen bestaunen Penelops Mitschülerinnen und Mitschüler anerkennend ihre neue Haarfarbe. Ihr Klassenkamerad Pietsch erzählt ihr verunsichert, dass er am Vortag plötzlich zwei Stimmen in seinem Kopf gehört habe. Die erste bat freundlich, dass Cuccuu nach Schwarzpfuhl gebracht werde, die zweite erwähnte den Namen Gowinder und war kalt und unfreundlich. In den nächsten Wochen geht Penelop nicht wie sonst mit den anderen Kindern zum Schwimmen, sondern übt heimlich das Schweben, frustriert davon, dass sie keine größere Höhe erreichen kann. Erst später am See gelingt es plötzlich, doch verletzt sie sich beim Aufprall auf einen Kiefernast. Abends überreicht ihre Großmutter ihr ein von „Alpha Regius“ verfasstes Buch aus dem Besitz von Leopold, das ihr vielleicht nützlich sein könne, „jetzt, wo du auch so eine bist“. Mit Hilfe des Buches meistert sie erfolgreich das Fliegen. Am nächsten Tag erhält ihre Mutter vermeintlich von Leopold erneut einen grauen Briefumschlag, der diesmal nur Sand und Federn enthält. Am Wochenende fährt Penelop mit den Schulfreunden Tom und Pietsch in die Stadt. Als Penelop später einkauft, trifft sie auf das Mädchen Gina, das sie als „ihresgleichen“ erkennt. Diese erzählt ihr von Alpha Regius-Trainingskursen und schenkt ihr ein „Anti-Eye“, das für zehn Sekunden unsichtbar machen kann. Pietsch Vater erzählt auf dem Rückweg, dass seine Baumaschinenfirma immer schlechter laufe, ohne dass er wisse, warum.
Die folgenden Wochen vergehen damit, dass Penelop ihre neuen Fähigkeiten übt und eine Reise nach Schwarzpfuhl plant, wo sie ihren Vater vermutet, um ihn zur Rede zu stellen. Die Gelegenheit kommt, als Anfang Juli ihre Mutter Großmutter Erlinda zur Kur bringt. Sobald beide abgereist sind, färbt Penelop ihr Haar mit der Paste aus dem Schrank ihrer Mutter wieder bleigrau, um für ihren Vater nicht sichtbar zu sein, und fühlt sich schlagartig „schwer und plump und dumpf“. Danach färbt sie das Haar mit zuvor gekaufter brauner Farbe ein, um nicht aufzufallen. Sie packt das „Anti-Eye“ und eine 19 Meter lange Kriechknollenwurzel ein, ein lästiges Unkraut, das sie zuvor gemeinsam mit ihrer Großmutter aus dem Garten entfernt hatte. Früh am nächsten Morgen des 5. Juli fährt sie mit dem Zug nach Schwarzpfuhl, verklebt die Einwurföffnungen der öffentlichen Briefkästen und positioniert sich an der Post, um ihren Vater beim Einwerfen des monatlichen Briefes abzufangen. Gegen Mittag erscheint ein Mann mit einem dunkelgrauen Umschlag in der Hand, den sie als „ihresgleichen“ identifiziert. Sie folgt ihm in die Post und findet so heraus, dass es gar nicht ihr Vater ist, der die gemeinen Briefe schreibt, sondern der Mann namens Fellseifer, mit „schmalen Augen, die grau und kalt waren wie tote Fische.“ Sie folgt ihm und spürt die Anwesenheit einer zweiten Person im Haus, die sie als ihren Vater erkennt. Es ist ihr unmöglich über die Mauer zu fliegen, aber als das große Tor vor dem Haus sich öffnet und der ihr schon bekannte Traktor hineinfährt, kann sie unbemerkt hinter ihm hineinschlüpfen. Entsetzt hört sie, wie Serge, der Fahrer des Traktors, ihren Vater verhöhnt, der in einem unterirdischen Verlies im Garten, das mit einer schweren eisernen Luke verschlossen ist, gefangen gehalten wird. Als er weggeht, kann sie mit ihrem Vater sprechen und ihm das „Anti-Eye“ durch einen Spalt herunterwerfen. Als Fellseifer mit Essen zur Luke kommt, bemerkt er das vermeintliche Fehlen von Penelops Vater, der nun unsichtbar ist. Als er davonrennt um Verstärkung zu holen, wirft Penelop die Kriechknollenranke hinab, an der der zerlumpte und geschwächte Leopold hinaufklettert. Gemeinsam können sie vom Grundstück fliehen und erreichen knapp den Nachmittagszug.
Leopold befürchtet, dass seine Peiniger ihn in den nächsten Tagen aufspüren könnten, vertraut aber auf seine Katze Cucuu, die er mit seiner Kraft aufgeladen hatte. Er erzählt, dass er Penelop und Lucia damals nicht verlassen hatte, sondern dass Fellseifer und seine Kumpanen ihn entführt, in das Verlies geworfen und ihm sein Kopfhaar geschoren hatten, damit er seine Kräfte verlor. Sie ließen sein Haar nur so lang werden, dass er gezwungenermaßen Aufträge ausführte, für die ihre eigenen Fähigkeiten nicht reichten und die ihnen Geld einbringen sollten. So löst sich das Rätsel um die unerklärlichen Geldprobleme in der Baumaschinenfirma von Pietsch Vater. Kurz bevor sie zu Hause ankommen, spürt Penelop, dass Fellseifer und Serge bereits dort sind. Dennoch versucht sie, Cucuu zu holen, wird aber von den beiden bemerkt und flüchtet in den Sumpfwald. Dank ihrer Fähigkeit zu fliegen gleitet sie knapp über dem Sumpf entlang, während ihre Verfolger hinter ihr einsinken. Leopold, der währenddessen seine Kräfte durch den Kontakt mit Cucuu wiedergewonnen hat, spricht einen Vergessenszauber über beide, die sich fortan für amerikanische Touristen auf Europaurlaub halten. Am Abend erzählt Penelop ihrer heimkehrenden Mutter von der Entführung und der Rückkehr Leopolds, bevor sie die fassungslose Lucia das Haus betreten lässt. Am 13. August, Penelops 11. Geburtstag, regnet es zum allerersten Mal nicht. Sie feiert zusammen mit Lucia, Leopold und ihrer Großmutter. Am Nachmittag hat sie Besuch von Gina, Tom und Pietsch. Abends schläft sie glücklich mit dem Gedanken ein, dass sie ihre Familie, das Fliegen, die Straße und ihre Freunde hat und mit niemandem tauschen möchte.

## Auszeichnungen
2017 wurde Penelop und der funkenrote Zauber für den Zürcher Kinderbuchpreis nominiert sowie mit der Ulmer Unke in der Alterskategorie 10–12 Jahre und mit dem Goldenen Bücherpiraten für 2017 ausgezeichnet. Das Buch wurde von der Stiftung Lesen empfohlen und ist bei Antolin gelistet.
Das gleichnamige Hörbuch wurde 2017 mit dem Hörbuchsiegel Auditorix der Initiative Hören, der Landesanstalt für Medien Nordrhein-Westfalen und der Stiftung Kunst, Kultur und Soziales der Sparda-Bank West ausgezeichnet.

## Rezeption
Verena Hoenig urteilt in der Süddeutschen Zeitung, es handele sich um einen „spannenden Hexenroman, in dem das Wort "Hexe" jedoch nie vorkommt.“ Der Kölner Stadt-Anzeiger ist der Meinung, Valija Zinck habe mit Penelop und der funkenrote Zauber „ein zauberhaftes Buch über die Stärke von Kindern geschrieben. Die kleine Hauptdarstellerin ermuntert jeden dazu, seine Neugier nicht zu verlieren.“ Die Stiftung Lesen und Karin Steinfeld-Bartelt vom Borromäusverein befinden: „Der spannende Roman hält gekonnt die Balance zwischen Abenteuer-, Fantasy- und Familiengeschichte! Die Figuren sind originell gezeichnet, […] und die Heldin findet – nachvollziehbar für junge Leser – zu ihrer eigenen, sehr speziellen Identität“, „die ihre magische Andersartigkeit akzeptiert und als Chance begreift.“
Verena Hoenig führt weiter aus: „Sehr berührend ist die Szene, in der das Mädchen seinem Vater in einem Schwall von Worten all das zu erzählen versucht, was es in den letzten zehn Jahren erlebt, erkannt, gedacht und gefühlt hat.“ Angelehnt an Christine Nöstlingers Die feuerrote Friederike, hat „die Autorin als Kulisse die Landschaften und Dörfer der Uckermark gewählt, sie erzählt in dichter, poetischer Sprache von den Wiesen und Wäldern, die sie inspiriert haben.“

## Ausgaben
- Penelop und der funkenrote Zauber. Illustrationen von Annabelle von Sperber, Fischer KJB, Frankfurt am Main 2017, Gebundene Ausgabe, ISBN 978-3-7373-4078-6
- Penelop und der funkenrote Zauber. Illustrationen von Annabelle von Sperber, Fischer KJB, Frankfurt am Main 2019, Taschenbuch, ISBN 978-3-7335-0337-6
- Penelop und der funkenrote Zauber. Gesprochen von Sascha Icks, Argon Sauerländer Audio, Berlin 2017, Hörbuch, ISBN 978-3-8398-4140-2
- A Tangle of Magic. Scholastic/The Chicken House, New York 2018, ISBN 978-1-9114-9028-9, englisch
- La singulière aventure de Pénélope Vermillon. Rageot, Paris 2018, ISBN 978-2-7002-5632-1, französisch
- La chispeante magia de Penélope. Siruela, Madrid 2018, ISBN 978-8-4173-0813-1, spanisch